# Starosiedle
Starosiedle (prononciation : [starɔˈɕɛdlɛ] ; en allemand : Starzeddel) est un village de la gmina de Gubin dans le powiat de Krosno Odrzańskie de la voïvodie de Lubusz dans l'ouest de la Pologne.

## Géographie

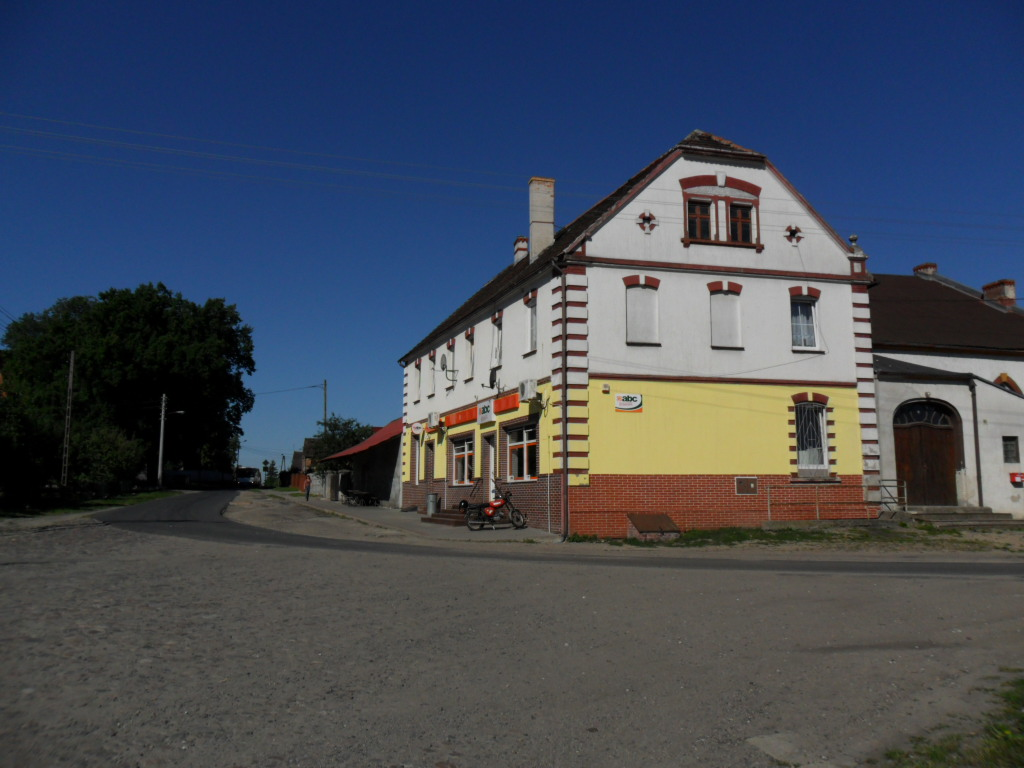
Le cœur du village.

Le village se situe dans la partie polonaise de la région historique de Basse-Lusace, près de la frontière allemande. Il se trouve à environ 12 kilomètres au sud-est de Gubin (siège de la gmina), et à 32 kilomètres au nord-ouest de Żary. Il comptait approximativement une population de 336 habitants en 2011.

## Histoire
Dans la période de 700 à 400 av. J.-C., les environs du village actuel font partie de la culture lusacienne. Pendant le haut Moyen Age, la région a été habitée par les tribus slaves (« Wendes ») dont la langue, le bas sorabe, se perpétue de nos jours. La première mention écrite de Storczedil (« vieux bourg ») remonte à l'an 1393. À cette époque, les domaines appartenaient à la marche de Lusace (Basse-Lusace), l'un des pays de la couronne de Bohême. Le village était temporairement un lieu de pèlerinage dédié à sainte Marguerite. 
Pendant la guerre de Trente Ans, les troupes d'Albrecht von Wallenstein, grand chef d'armée impériale campèrent a Starzeddel. Par la paix de Prague conclue en 1635, la Basse-Lusace reviendra à l'électeur de Saxe. En 1645, le lieu fut dévasté lors d'une attaque de l'armée suédoise. La guerre de Sept Ans occasionna le logement des forces russes sous le commandement de Piotr Saltykov.
À la suite des guerres napoléoniennes et des décisions adoptées par le congrès de Vienne en 1815, la Basse-Lusace doit être cédée au royaume de Prusse. Jusqu'en 1945, le village était sur le territoire du district de Francfort au sein de la province de Brandebourg.
Après la Seconde Guerre mondiale, avec la mise en œuvre de la ligne Oder-Neisse et le déplacement vers l'ouest de la frontière, le village fait partie de la République populaire de Pologne (voir Évolution territoriale de la Pologne). La population d'origine allemande est expulsée et remplacée par des polonais. De 1975 à 1998, le village appartenait administrativement à la voïvodie de Zielona Góra. Depuis 1999, il appartient administrativement à la voïvodie de Lubusz

## Personnalités liées au village
- Paul Johannes Tillich (1886–1965), théologien.